# En Vinterdag i Danmark
En Vinterdag i Danmark er en dansk dokumentarisk stumfilm fra 1917 med ukendt instruktør.

## Handling
Vinteroptagelser fra Frederiksberg Have. Hestetrukken kane. Det kinesiske hus. Slædefart uden for byen. Folk skal ud og nyde sneen. Snemotiver, vintervejr og kanefart. På ski og kælk ned ad bakke, måske i Dyrehaven. Landskabelige snebilleder.